# 布達-戈盧比埃維奇
51°4′18″N 29°27′18″E / 51.07167°N 29.45500°E
布達-戈盧比埃維奇（烏克蘭語：Буда-Голубієвичі），是烏克蘭北部的村莊，隸屬日托米爾州的科羅斯滕區。該村面積0.31平方公里，海拔高度166米，2001年人口27，人口密度每平方公里87.1人。